# Posaune
A Posaune egy orgonaregiszter; mint regiszterfelirat leggyakrabban ebben a formában, német nevén szerepel. Elnevezése a különböző nyelvterületeken változhat, de mind az olasz, mind az angol, mind pedig a francia nyelv Trombone-ként említi. Az orgona pedálművének egyik alapregisztere, a nyelvkar stabil bázisregisztere. A már említett német Posaune elnevezés a regiszter 16’ magas változatát takarja. Amennyiben ez az adott regiszter 32’ magas, abban az esetben Contraposaune megnevezés kerül a regiszterfelirat helyére. Anyagát tekintve ón és/vagy vörösréz, tölcsére fölfelé szétterjedő, hangja harsány.